# Огњен Мудрински
Огњен Мудрински (Србобран, 15. новембар 1991) је српски фудбалер. Игра на позицији нападача.

## Каријера

### Војводина
Мудрински је прошао омладинску школу Војводине. За први тим Војводине је дебитовао 11. априла 2010. у пролећном делу шампионата 2009/10. када је Војводина гостовала екипи ОФК Београда на Омладинском стадиону. Мудрински је ушао у игру у 76. минуту уместо Марија Ђуровског и у 84. минуту је на асистенцију Мирослава Вулићевића постигао гол за коначних 2:2. До краја сезоне 2009/10. одиграо је још пет утакмица за Војводину и постигао још један гол у последњем колу када је Војводина на стадиону Карађорђе савладала крушевачки Напредак са чак 7:0.
Пред сезону 2010/11. Војводина га шаље на позајмицу у Хајдук из Куле. Ту је одиграо само две суперлигашке утакмице током августа 2010. након чега није добијао прилике за игру па се вратио у Војводину. У дресу Војводине је одиграо још један меч током јесењег дела шампионата 2010/11. да би се за пролећни део сезоне преселио на позајмицу у РФК Нови Сад где је одиграо седам утакмица (без постигнутог гола) у Првој лиги Србије.
Након што су му у Војводини поручили да не рачунају на њега и предложили му да иде на нову позајмицу, Мудрински је у лето 2011. године одлучио да раскине уговор са клубом.

### Јагодина
У августу 2011. године Мудрински је потписао трогодишњи уговор са Јагодином. На почетку шампионата 2011/12. био је резервиста и мечеве је почињао са клупе. У петом колу Јагодина је гостовала екипи Рада, неколико играча се повредило па је Мудрински одлуком тренера Симе Крунића у последњи час добио прилику да буде у 18 играча који ће конкурисати за меч. Мудрински је у завршници меча ушао у игру уместо Милоша Стојановића, и убрзо са два гола преокренуо резултат и донео победу свом тиму. Након тог меча почиње да добија већу минутажу и постаје најбољи стрелац клуба у сезони. Укупно је у сезони 2011/12. одиграо 27 суперлигашких утакмица и постигао 9 голова.

### Црвена звезда
И наредну 2012/13. сезону почиње у екипи Јагодине (одиграо три утакмице) да би 28. августа 2012. потписао четворогодишњи уговор са Црвеном звездом. На представљању је узео број 91, а као разлог је навео то што је рођен 1991. године и што је Звезда те године била првак Европе и света у фудбалу. Свој деби за Звезду је имао 2. септембра 2012. на последњој утакмици четвртог кола шампионата 2012/13. када је Звезда дочекала Раднички из Ниша. Раднички је два пута водио на мечу, али је Мудрински са три гола донео прву победу тиму Александра Јанковића на "Маракани" у тој сезони. Мудрински је победоносни гол постигао у 95. минуту. Мудрински је тако ушао у историју клуба јер је постао први играч који је на својој дебитантској утакмици у Црвеној звезди постигао хет-трик! Док је тренер био Јанковић, Мудрински је био први стрелац тима и постигао 10 голова у Суперлиги да би 18. марта 2013. на место тренера Звезде дошао Рикардо Са Пинто који је Мудринског ставио у други план. Португалски тренер је више поверења имао у Абиолу Дауду. Док је Са Пинто био на клупи Звезде Мудрински је имао малу минутажу и постигао је још само један гол, па је сезону 2012/13. у Суперлиги завршио са 23 утакмице и 11 постигнутих голова. На крају сезоне Са Пинто је челницима клуба објавио да не рачуна на Мудринског за наредну сезону. Ипак португалски тренер је убрзо напустио клуб, а на његово место је дошао Славиша Стојановић. Тада је Мудрински почео припреме са клубом и надао се да ће код новог тренера добити већу минутажу. Ипак убрзо је на адресу Црвене звезде стигла понуда из немачког Гројтер Фирта па је Мудрински напустио клуб.

### Иностранство
Мудрински је 9. јула 2013. званично представљен као појачање немачког друголигаша Гројтер Фирта са којим је потписао трогодишњи уговор. Свој деби је имао 4. августа 2013. на утакмици Купа Немачке у којој је Гројтер Фирт савладао Фердсхајм са 2:0. Мудрински је учествовао у постизању оба гола, прво је у 32. помогао да се упосли Корчмар, а потом је наместио и други гол када је шест минута пре краја главом асистирао Николи Ђурђићу. Четири дана касније је имао свој деби у другој Бундеслиги Немачке на утакмици против Кајзерслаутерна. Мудрински је започео меч на клупи за резервне играче, али је у 17. минуту ушао у игру уместо земљака Ђурђића који се повредио. Кајзерслаутерн је повео са 1:0 у 32. минуту, само четири минута касније је Гројтер Фирт изједначио да би Мудрински у 80. минуту постигао победоносни гол и тако поставио коначан резултат 2:1. У сезони 2013/14. Мудрински је за Гројтер Фирт одиграо 14 првенствених утакмица и постигао три гола. У августу 2014. године је раскинуо уговор са клубом.
Дана 28. августа 2014. Мудрински је потписао уговор са швајцарском екипом Арау. За овај клуб је током сезоне 2014/15. у Суперлиги Швајцарске одиграо 14 утакмица на којима није постигао гол.

### Повратак у Србију
Након пола године током којих је био без клуба, Мудрински је 1. фебруара 2016. потписао уговор са Спартаком из Суботице. Током пролећног дела шампионата 2015/16. одиграо је 13 суперлигашких утакмица на којима је постигао два гола. У наредној сезони 2016/17. је пружио до тада најбоље партије када су голови у питању пошто је на одигране 33 суперлигашке утакмице постигао 16 голова.
У јулу 2017. године потписује трогодишњи уговор са екипом Чукаричког. У шампионату 2017/18. је на 21 одиграној суперлигашкој утакмици постигао седам голова. Ипак током ове сезоне је био на вишемесечној паузи након што му је на сусрету Партизан-Чукарички фудбалер Партизана Евертон Луиз нанео тешку повреду.
Мудрински је 5. маја 2019. године постигао два гола у победи свог клуба над новосадским Пролетером и тако је постао најбољи стрелац у историји Суперлиге Србије претекавши на првом месту Андрију Калуђеровића. У сезони 2018/19, Мудрински је у дресу Чукаричког постигао 18 голова на 34 одиграна меча у Суперлиги.

### Иностранство
Мудрински је 2. јула 2019. године потписао четворогодишњи уговор са пољском Јагелонијом. У фебруару 2020. је позајмљен хрватском прволигашу Горици до краја сезоне 2019/20. У јулу 2020. је позајмица продужена на још годину дана. У завршници летњег прелазног рока 2021, Мудрински је отишао на нову позајмицу, овога пута у словеначки Марибор. Наступајући за Марибор у сезони 2021/22, Мудрински је освојио словеначку Прву лигу и са 17 постигнутих голова је био најбољи стрелац лиге. У јуну 2022. је постао слободан играч пошто је раскинуо уговор са Јагелонијом.
У јулу 2022. је потписао уговор са екипом Тампхун вориорса са Тајланда. Вратио се у европски фудбал у јануару 2023. када је потписао уговор са мађарским прволигашем Ујпештом.